# Ливская культура
Ли́вская культура — культура ливов, одного из коренных народов Латвии. Оказала значительное влияние на латышскую культуру, что наиболее заметно в устном фольклоре.
Ливская культура включена в Культурный канон Латвии.

## Песни
«Лив, ты — маленькая звезда, тебе нужно светить, иначе нельзя!»
Неотъемлемой частью ливской культуры являются ливские песни, традиционно исполняемые у берега моря (ливского берега) на родном ливском языке. Многие ливские песни стали национальными латышскими песнями и дайнами (например, «Вей, ветерок»). Ливская песня исполнялась на латвийском отборочном этапе Евровидения 2010.

## Предания, поверья и легенды

Традиционный промысел ливов

Предание о синей корове: древнее ливское предание гласит, что богиня моря по ночам выгоняла на берег у мыса Колки своё стадо синих коров попастись под луной и однажды, как раз в то время, когда морские девушки вели пастись синих морских коров, к морю вышла одна старушка. Однажды одна из коров отбилась от стада и задержалась на берегу. Рыбаки (по другой версии — старушка) пристроили её в хозяйство, и она стала родоначальницей земного рода (по другой версии старушка пристроила коров в хозяйство, и корова давала молока не много, но зато отменного качества).
Поверья и обычаи ливов, связанные с морем и рыбацким промыслом, касаются как обыденной повседневности людей, живущих на берегу, так и собственно рыбной ловли. Перед выходом в море рыбаки совершали жертвоприношение около большого дерева, брали с собой в путь льняной мешочек с горстью земли. Провожавшие им желали: «Чтобы ты вернулся, как солнце возвращается», ведь уход в море представлялся как путешествие в ночь или смерть.
Традиции, связанные с морскими сундуками. В морских сундуках ливские моряки хранили свои личные вещи, и среди них обязательно находились водка и деньги. Сундуки в море служили одновременно кроватями. Нередко на их железных ручках выковывали священные знаки (например, знак солнца).
Поверье о жёлтых цветах: в море запрещали купаться, пока вдоль побережья не появлялись жёлтые цветы. Это происходит обычно в конце мая — начале июня: белые, жёлтые и красные цветки сосны опадают, и ветер относит их в воду. Ливы говорят, что «сосна даёт морю здоровье», укрепляет человеческий дух, поддерживает выносливость. В это время люди собирают цветы сосны, делают с ними ножные ванны.
Ветер — одна из морских стихий, играющая в рыбацком промысле важную роль. В языке ливов имеются названия ветров, точно совпадающие с названиями стран света — основными и промежуточными. В древней ливской мифологии ветер был персонифицирован, его до определённой степени обожествляли. Ливы верили, что именно ветер способствует появлению рыбных стай, но он же является причиной морских бурь и гибели рыбаков. Таким образом, ветер в ливской культуре связан как с пищей, так и со смертью.

## Традиции
У ливов существует древняя традиция хоронить старые лодки на специальном кладбище.
Ливы хоронят усопшие лодки — 

На кладбище лодок несут. 

Только по морю и в мире загробном 

Ливы прибудут на Суд.

Ливов на свете так мало осталось — 

Господь их к себе торопил. 

Конец мирозданья — последний дар Божий — 

Для ливов почти наступил.
Народ уходящий в крушении света 

Трагедии не узнает. 

Всевышний рыдает на кладбище лодок, 

А лодочник песню поет.

Тайно Создатель на кладбище лодок 

Хоронит поблекший завет. 

И если же здесь не кончается море — 

Как может закончиться свет?..

Ливы хоронят последние лодки — 

На кладбище тихо несут. 

По небесам — на земле, как на лодке, — 

Отправились ливы на Суд.

## Ливский народный хор

Ливский народный хор 1934 г.

Первый ливский хор образовался в 1922 году в Сикрагсе. В то время хор назывался «Ливский объединённый хор». Руководителем хора стала Маргарета Сталте (Margarete Stalte), а основателем — Карлис Сталте (Kārlis Stalte). Хор исполнял произведения на ливском языке. На празднике ливского флага хор исполнил песню «Min izāmō». В 1924 году репертуар хора насчитывал 20 песен на ливском языке: «Līvli ma ūob», «Līvõd mō, min sindimō», «Rāndakēļ, min jemākēļ», «Min izāmō, min sindimō», «Läändzīe neiz ma unsõ nei», «Vaņtlõ illõ touvõ tēd´i», «Mikšpierāst min sidām puodūb», «Līvõd, tämpõ ilzõ viedām», «Lāinõd mierstõ vīerõs tāgiž», «Kis kil mīnda piškizt äältiz», «Mis nei saggõld jemā sīn miernaigõ», «Ku pääva, pitkõ riekkõ käänd», «ÕÕdõg», «Anni iztiz läb allõ», «Ikš kuolmõnt, kakš kuolmõnt», «Katšin vuoļ knaš kērabi kaš», «Didrõk opīz kengšepāks», «Knaš neitst, vālda put´kõz», «Tikā bokā kāngar pääl», «Tšitšōrlinki, tšitšōrlinki», «Kus sa läädõ lotšākibār». Также хор выступал и на первом ливском празднике.

## Ливские праздники
- Ливский праздник в Мазирбе.
- Праздник флага. На празднике исполняется ливский гимн в исполнении Ливского хора.

## Ливский национальный костюм

Ливский национальный костюм

Ливы раньше латышей начали носить одежду городского типа. Части ливских костюмов сохранились с XIX века. Сохранились и письменные упоминания о ливских национальных свадебных костюмах.

## Ливская литература
На ливском языке с 1931 года выпускается газета «Līvli», где печатаются ливские поэты и писатели, а также освещается ливская жизнь и культура. Издаются и разного рода учебные материалы по ливскому языку. Публикуются отдельные сборники произведений оставшихся носителей ливского языка, например Паулине Клявини, Альфонса Бертольда, Петера Дамберга или Карлиса Сталте.